# Pour seul cortège
Pour seul cortège est un roman de Laurent Gaudé publié en 2012 par Actes Sud pour la France et Leméac pour le Canada.

## Résumé
Alexandre meurt à Babylone. L'empire vacille, tout gravite pour quelque temps encore autour de la figure vénérée et de son corps sans vie. Les voix entrecroisées des vivants et des morts font entendre le souvenir des combats partagés, des conquêtes glorieuses, des rêves inachevés. Les proches parents craignent pour leur vie, les proches combattants convoitent les dépouilles de l'empire, et le fidèle Ericleops, dépêché par le roi, trouvera, au-delà de sa propre mort le chemin du Gange et de l'ultime conquête.

## Personnages
Alexandre
Le roi vivant apparaît principalement dans deux scènes, le banquet où il ressent plus fortement les douleurs qui le rongent, et le défilé de son armée devant son lit d'agonie. Ce sera ensuite sa dépouille mortelle qui jouera un rôle dans l'intrigue.
Drypteis
Fille de Darius, épouse d'Héphaestion, meilleur ami d'Alexandre le Grand, Drypteis a un fils caché né d'un père inconnu. Elle est rappelée à Babylone pendant l'agonie d'Alexandre.